# خافيير مازوني
خافيير مازوني (بالإسبانية: Javier Mazzoni)‏ (4 فبراير 1972 ببوينس آيرس في الأرجنتين - ) هو لاعب كرة قدم أرجنتيني في مركز الهجوم. لعب مع أرسنال ساراندي وأوليمبو وإنديبندينتي وبوليديبورتيفو إيخيذو وتيغري وراسينغ سانتاندير وسبورتيفو دوك سود ومونتيفيديو واندررز ونادي فيغورينسي ونادي لوزان ونادي نانت.

## روابط خارجية
- خافيير مازوني على موقع قاعدة بيانات كرة القدم.إي يو (الإنجليزية)
- خافيير مازوني على موقع عالم كرة القدم.نت (الإنجليزية)